# Singapore University of Social Sciences

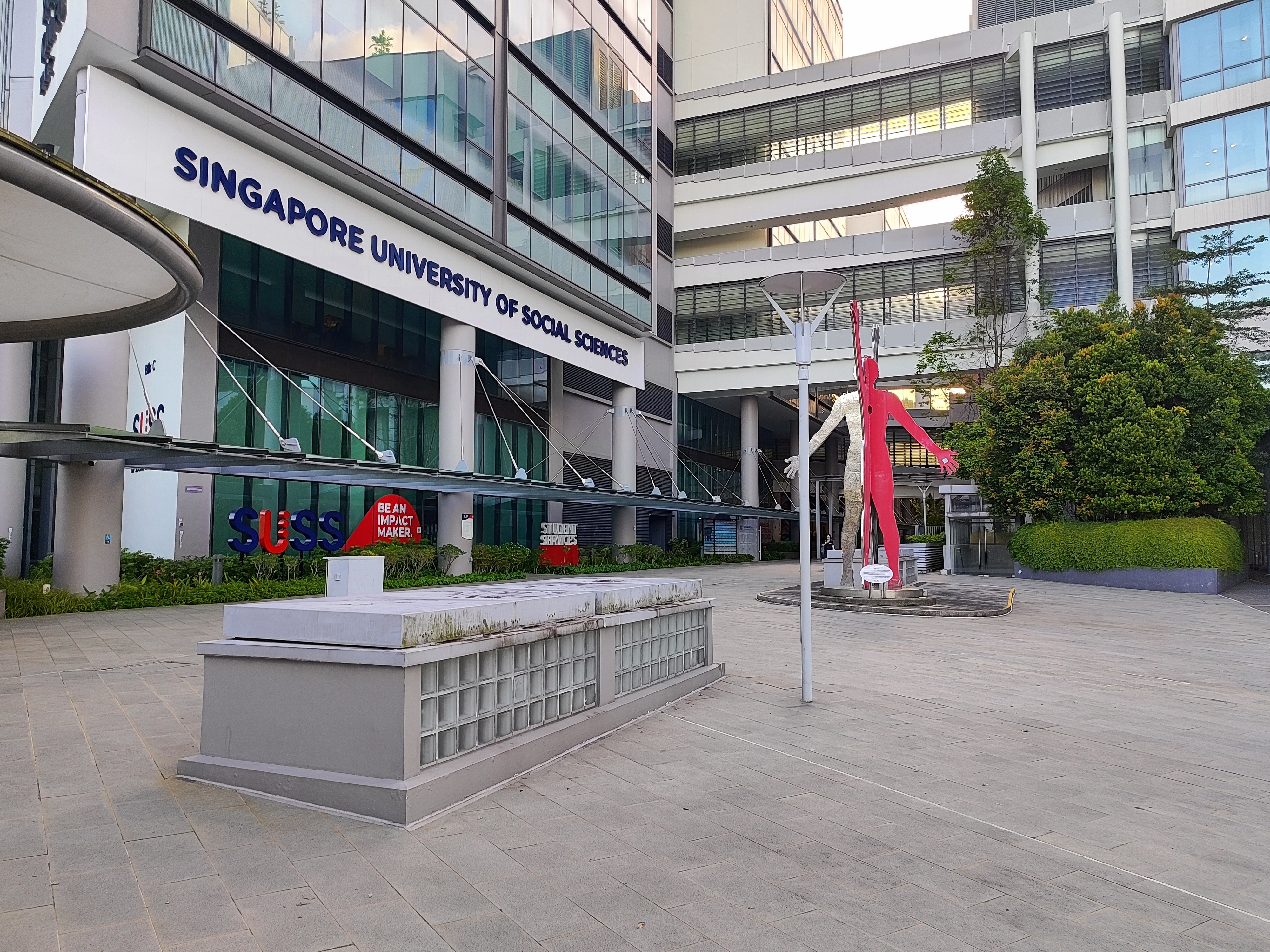
Haupteingang der SUSS (2025)

Die Singapore University of Social Sciences (SUSS) ist seit 2005 Singapurs vierte, vom Bildungsministerium anerkannte Universität. Sie entstand aus dem 2002 gegründeten SIM Open University Centre und ist weiterhin in dessen Gebäuden in der Clementi Road untergebracht. Das Kürzel SIM stand ursprünglich für Singapore Institute of Management, der Name der Vorgängerinstitution.
Die Singapore University of Social Sciences hat rund 6500 Studenten, die meist im Berufsleben stehen und ein Teilzeitstudium oder Weiterbildungslehrgänge verfolgen. Das breite Studienangebot erstreckt sich über Gebiete der 4 Fakultäten: Kunst & Sozialwissenschaften, Wirtschaft, Personalentwicklung sowie Naturwissenschaften & Technik.